# Felber Tauern
Felber Tauern är ett bergspass i Österrike.   Det ligger i distriktet Lienz och förbundslandet Tyrolen, i den centrala delen av landet, 300 km väster om huvudstaden Wien. Felber Tauern ligger 2 267 meter över havet.
Terrängen runt Felber Tauern är huvudsakligen bergig, men den allra närmaste omgivningen är kuperad. Runt Felber Tauern är det ganska glesbefolkat, med 32 invånare per kvadratkilometer.. Närmaste större samhälle är Mittersill, 14,9 km norr om Felber Tauern. 
Trakten runt Felber Tauern består i huvudsak av gräsmarker.